# Juan de la Cosa

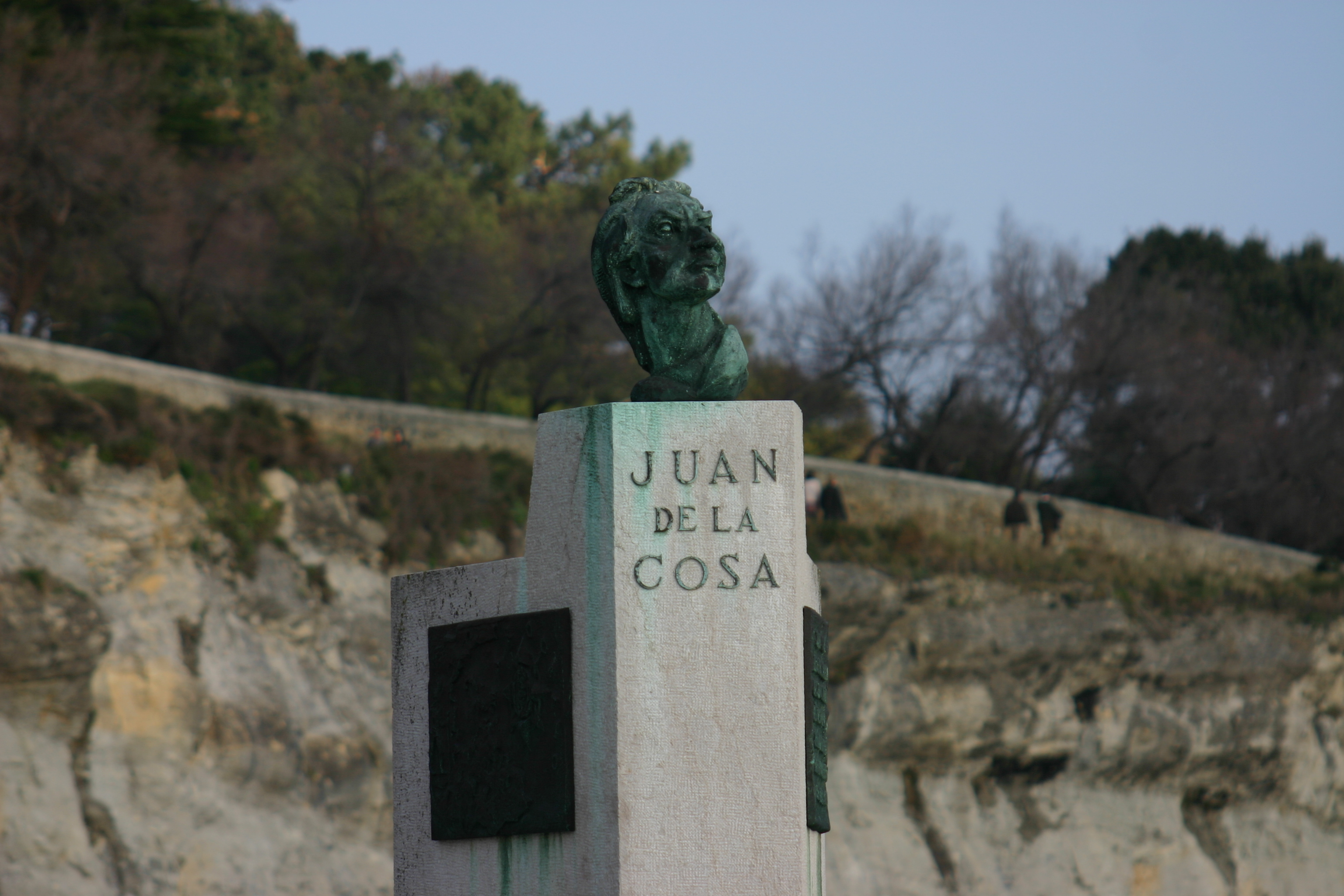
Juan de la Cosa emlékműve Santanderben

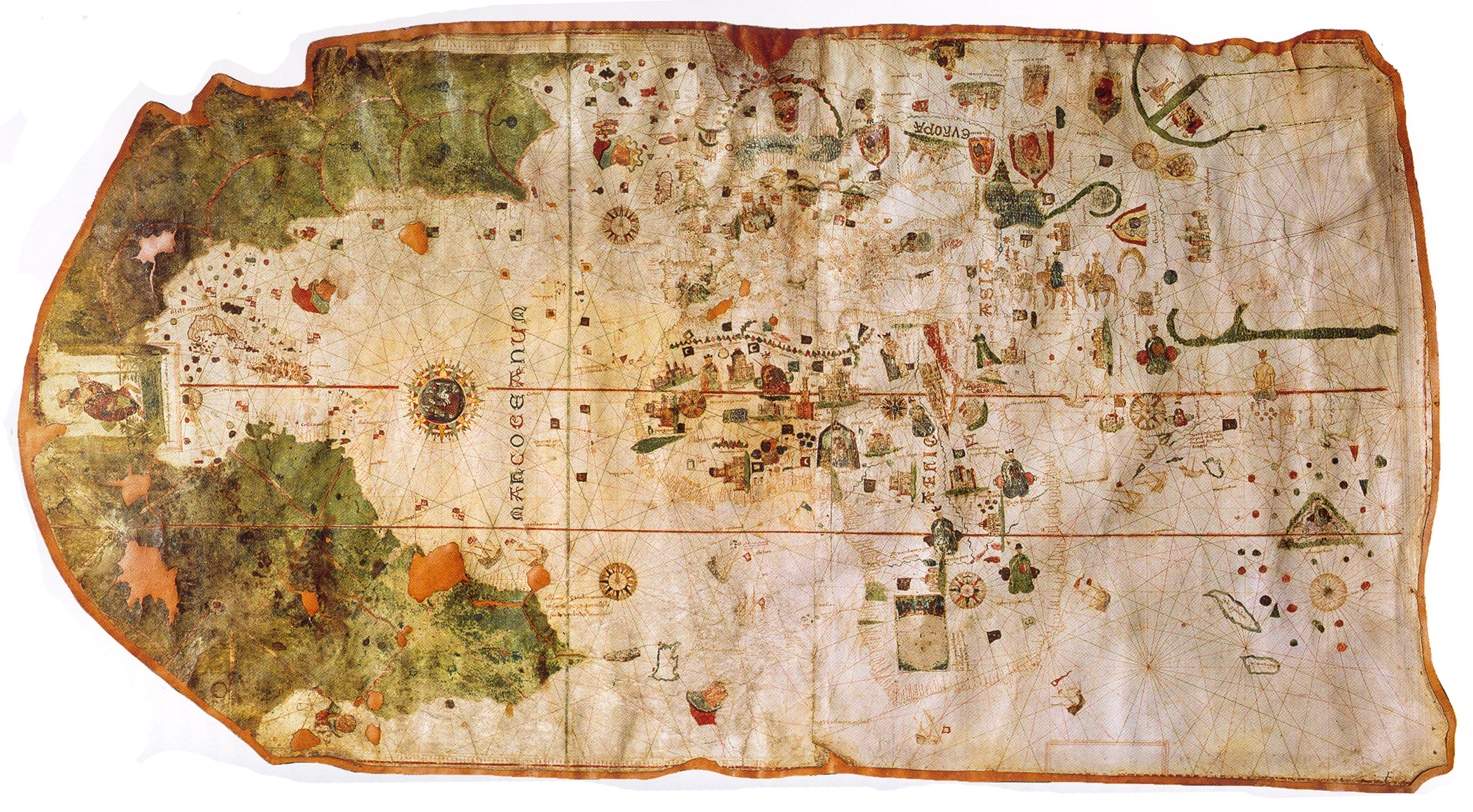
Juan de la Cosa világtérképe

Juan de la Cosa (1450–1460 között Santoña, Spanyolország – 1510. február 28., Turbo) baszk konkvisztádor, kormányos, térképész, rabszolga-kereskedő.

## Élete
Kolumbusz első három útján kormányosként vett részt; egyebek közt ő kormányozta a Santa Maríát, amikor az elsüllyedt. A második úton a Marigalante kormányosa és az expedíció vezető térképésze volt, a harmadik úton pedig a La Niñáé.
1499-ben főkormányosként vett részt Amerigo Vespucci és Alonso de Ojeda expedícióján. Ennek tapasztalatai alapján 1500-ban ő rajzolta az első, Amerika partvonalát feltüntető térképet. Ezen nemcsak az általa személyesen ismert partszakaszt ábrázolta, hanem Észak-Amerika partvidékének azt a részét is, amit John Cabot fedezett fel 1497-es útján. Térképe hosszú időre elkallódott, csak 1832-ben fedezték fel.
1501-ben Rodrigo de Bastidas kormányosa volt; felfedezték a Magdalena folyót és a Darién-öblöt.
1503-ban a király Lisszabonba küldte, hogy derítse ki, mit terveznek a portugálok az Újvilágban. De la Cosa meglehetősen ügyetlen kémnek bizonyult: letartóztatták, de kisvártatva szabadon engedték.
1504–1505-ben ő maga vezetett expedíciót az Uruba-öböl átkutatására. Ezen az útján meglehetősen olcsón sikerült meglehetősen sok aranyat vennie a bennszülöttektől, és ebből meggazdagodott.
1508-ban ismét Alonso de Ojedával hajózott, és részt vett a szent Sebestyénről elnevezett telep alapításában mai a Turbo város (Kolumbia) helyén. Egy összecsapásban a bennszülöttek mérgezett nyíllal megölték.